# Nawalparasi (Bardaghat Susta East)
Der Distrikt Nawalparasi (Bardaghat Susta East) (nepalesisch नवलपरासी (बर्दघाट सुस्ता पूर्व)) ist ein Distrikt in der Provinz Gandaki in Nepal.
Entstanden ist der Distrikt durch die Aufteilung des Distriktes Nawalparasi auf die durch die Verfassung von 2015 neu geschaffenen Provinzen Gandaki (ehemals Nr. 4) und Nr. 5. Die Abgeordnetenversammlung des Distriktes beantragte am 22. September 2017, dem Distrikt den Namen Nawalpur zu geben, jedoch wurde durch Experten der Bundesregierung festgestellt, dass der Name des Distriktes nur durch eine Änderung der Verfassung Nepals mit einer Zweidrittelmehrheit geändert werden kann, da der Name des neuen Distriktes im Anhang 4 der Verfassung festgelegt wurde.
Hauptstadt des Distriktes ist Kawasoti. Er hat rund 310.000 Einwohner.

## Administrative Gliederung
Städte:
- Devchuli
- Gaidakot
- Kawasoti
- Madhyabindu

Gaunpalikas (Landgemeinden):
- Bulingtar
- Bungdikali
- Binayi Tribeni
- Hupsekot